# كارل تسوكماير
كارل تسوكماير Carl Zuckmayer (ولد في 27 ديسمبر 1896 في ناكنهايم – ومات في 18 يناير 1977 في فيسب في سويسرا) هو أديب وكاتب ألماني.

## حياته
كان والده صاحب مصنع لصناعة أغطية زجاجات النبيذ في ناكنهايم ونشأ كارل منذ عام 1900 في مدينة ماينتس. التحق بالمدرسة لكنه لم يكن مرتاحا بها وكان دائم الخلاف مع معلميه.
تطوع في الخدمة العسكرية وخدم حتى عام 1918 في الجبهة الغربية. وبعد انتهاء الحرب اتجه لدراسة القانون وتاريخ الأدب وعلم الاجتماع في فرانكفورت على الماين وهايدلبرج حتى عام 1920.
وكان تسوكماير قد بدأ ينشر القصائد في مجلات ذات اتجاه تعبيري، من بينها مجلة Aktion التي كان يحررها فرانتس بفيمفيرت.
في ديسمبر 1920 عرضت مسرحيته «مفترق الطرق» Kreuzweg في المسرح الرسمي في برلين، لكنها منعت بعد ثلاثة عروض. ولم تتلق المسرحية الثناء إلا من هربرت إيرينج وزجفريد يعقوبسن.
تزوج تسوكماير في سنة 1920 من أناماريا جانتس التي كانت حب شبابه في ماينتس، بيد أنه انفصل عنها في العام التالي بعد أن تعلق قلبه بالممثلة أناماريا زايدل، التي كانت تسمى ميرل. وحتى عام 1922 امتهن بعض المهن لكسب قوته فكان يعمل مغنيا في الحانات وبعض الأعمال الأخرى الغير شرعية والتي سجن في إحداها. حتى تلقى عروضا للعمل كمشرف مسرحي من بعض المسارح في كيل وميونخ وكذلك من المسرح الألماني في برلين (مع برتولت بريشت).
وهناك تعرف على الممثلة أليس فرانك التي تزوجها عام 1925. وكانت أليس قد أنجبت طفلة هي ميشائيله من زواجها الأول من الناشط الشيوعي كارل فرانك. وفي عام 1926 ولدت ابنته ماريا.
أما النجاح الأول الذي حققه تسوكماير فجاء مع مسرحيته الهزلية «جبل النبيذ السعيد» Der fröhliche Weinberg التي عرضت في ديسمبر 1925, ومنح بها جائزة كلايست. وتعرضت المسرحية لبعض الانتقاد بسبب الوصف الهزلي لأحد طلاب الفيالق، إلا أنها ظلت المسرحية الأكثر عرضا طوال العشرينات. واستطاع تسوكماير بفضل أرباح المسرحية الكبيرة أن يشتري في عام 1926 منزلا في هيندورف قرب زالتسبورج، كان يقيم فيه أغلب الوقت رغم أن برلين ظلت مقرا لعمله.
أما النجاح الثاني فحققته مسرحية Schinderhannes التي عرضت للمرة الأولى في عام 1927. وكانت المسرحية في مواجهة المسرح السياسي لإرفن بسكاتور، وقال تسوكماير:
«لقد نجحت في جبل النبيذ السعيد أن أجعل الناس يضحكون بملء قلوبهم كما لم يضحكوا في المسرح من قبل. أما الآن فإنني أريد أن أجعلهم يبكون لمرة واحدة. أريد من الناس في المسرح أن يتكلموا عن المشاعر، فتكون المسرحية ضد ما يسمى بالموضوعية الجديدة وضد الالمسرح السياسي التعليمي الذي انتشر في أيامنا هذه».
وفي العام 1929 عرضت مسرحيته الشعبية كاتارينا كني Katharina Knie وهي مسرحية كوميدية وجدت الكثير من إقبال الجمهور عليها. ولم تلق المسرحية كثير نقد كسابقتها. اشترك تسوكماير في ذلك الوقت في كتابة السيناريو لفيلم «الملاك الأزرق» الذي اقتبست قصته عن رواية هاينريش مان «البروفيسور أونرات»، وعرض الفيلم في دور السينما في ربيع عام 1930.
أما نجاحه الأكبر في فترة جمهورية فايمار فحققه بمسرحيته الهزلية الشهيرة «نقيب كوبينك» التي عرضت للمرة الأولى في برلين على خشبة المسرح الألماني عام 1931. وقد درت عليه هذه المسرحية حوالي 160,000 مارك في العام الأول فقط من عرضها، لكنه لم يحصل منها على عوائد كبيرة فقط لكن أيضا على كراهية واستياء الاشتراكيين القوميين (النازيين) الذين رؤوا في المسرحية اعتداء على الروح العسكرية التي كانت أهم ما يؤمنون به.
وبعد استيلاء النازيين على السلطة اضطر تسوكماير إلى ترك ألمانيا صعبا والذهاب إلى المنفى في هيندورف على ضفاف بحيرة فالرزية. وهناك صنع من منزله الريفي مكان لالتقاء الكتاب والفنانين الذين هربوا من المطاردة والاضطهاد السياسي والاقتصادي في ألمانيا. ومن بين هؤلاء الكتاب والفنانين الذين سموا حينذاك بدائرة هيندورف، كان هناك أودون فون هورفات وشيفان تسفايج.

## في المنفى
بعد ضم هتلر للنمسا في عام 1938 وجد تسوكماير نفسه مضطرا للهروب، لأن والدته كانت تنحدر من عائلة يهودية. في البداية هاجر إلى سويسرا ثم إلى الولايات المتحدة الأمريكية حيث عمل هناك في هوليود كاتب سيناريو. وفي رابطة المهاجرين الألمانية هناك كان تسوكماير يعتبر نموذج أولي لـ «نصف المهاجر» (ألفريد دوبلن). وحين رأى أن عمله في كتابة السيناريو لا يسير على ما يرام، قام في عام 1941 باستئجار مزرعة في فيرمونت، قام بزراعتها حتى نهاية الحرب.
وفي عام 1943 قام تسوكماير بالتعاون مع المخابرات السرية الأمريكية للشئون الخارجية المعروف باسم «مكتب الخدمات الاستراتيجية»، بأن كتب ملفات عن الممثلين والمخرجين ودور النشر والصحفيين الذين ازدهرت أعمالهم أثناء فترة «الرايخ الثالث» في ألمانيا.
وبعد نهاية الحرب عاد تسوكماير إلى أوروبا في عام 1946 كمندوب ثقافي مدني تابع لوزارة الحرب الأمريكية. وبعد رحلة استكشافية في ألمانيا لمدة خمسة أشهر تقريره الشامل «التقرير الألماني»، الذي انتقد فيه إجراءات الاحتلال السياسية المتعددة، وقدم قائمة من اقتراحات التغيير الصحيحة. ونشر هذا التقرير لأول مرة في عام 2004.
في عام 1946 عرضت مسرحيته «جنرال الشيطان» التي عرضت للمرة الأولى في زيورخ، والتي كان قد بدأ في كتابها تحت تأثير موت إرنست أودت، وصارت تلك المسرحية أهم مسرحية في فترة ما بعد الحرب في ألمانيا الغربية. وقد عرضت تلك المسرحية في موسم 1948/1949 حوالي 2069 عرضا.
وفي عام 1950 عرضت مسرحيته «أغنية في أتون النار» حول المقاومة الفرنسية إبان الاحتلال النازي في فرنسا، وفي عام 1955 عرضت مسرحيته «الضوء البارد» حول الجاسوسية النووية. وقد جعلته هذه المسرحيات أشهر وأنجح كاتب مسرحي ألماني في الغرب في فترة الخمسينات. وحولت العديد من أعماله إلى أفلام سينمائية.
ومع بداية الستينيات بدأ الاهتمام بمسرحيات تسوكماير يتضاءل، بسبب أسلوبها التقليدي الذي لم يعد يتناسب مع روح العصر. وقد تفهم تسوكماير نفسه وعبر ذلك ذلك في الرسائل المتبادلة بينه وبين تانكريد دورست.
وكان تسوكماير قد حصل على الجنسية الأمريكية في عام 1946, وكان يقيم حتى عام 1957 في منزله في وودستوك في فيرمونت في الولايات المتحدة. وقد رفض تقديم طلب لاسترداد جنسيته الألمانية.

## في سويسرا
اقتنى تسوكماير في عام 1957 في زاسفي Saas-Fee في المقاطعة السويسرية فالس، وانتقل للعيش مرة أخرى في أوروبا. وحصل في عام 1966 على الجنسية السويسرية.
وفي هذا العام نشر سيرته الذاتية «كأنه قطعة مني»، والتي ظلت حتى وقت طويل تعتبر من أكثر الكتب مبيعا.
وفي عام 1967 بدأت الصداقة تربطه بعالم اللاهوت الإنجيلي من بازل المشهور عالميا كارل بارت، والتي أحدثت في نفسه صراعا مع بعض المسائل والقضايا اللاهوتية. واعتبر تسوكماير نفسه في ذلك الوقت غير مؤمن لكن كاثوليكي منتقد.

## إرثه الأدبي
يتواجد إرث تسوكماير الأدبي في أرشيف الأدب الألماني في مدينة مارباخ الواقعة على نهر النيكار. وتوجد مواد تتعلق بفترة هحرته في الأرشيف الخاص للدكتور ريشارد ألبريشت في باد مونسترأيْفل.
وتقوم ولاية راينلاند بفالتس منذ عام 1979 بمنح ميدالية كارل تسوكماير سنويا تكريما لذكراه في يوم وفاته. وتكرم تلك الجائزة «الخدمات الجليلة في سبيل اللغة الألمانية وكلمة الفن».

## جوائز حصل عليها
- جائزة كلايست 1925
- جائزة جورج بوشنر 1929
- جائزة جوته من مدينة فرانكفورت على الماين 1952
- لقب المواطن الفخري من مسقط رأسه ناكنهايم 1952
- جائزة ثقافة النبيذ الألمانية 1955
- الدكتوراه الفخرية من جامعة بون 1957
- جائزة الدولة النمساوية الكبيرة للأدب 1960
- لقب المواطن الفخري من زاسفي 1961
- لقب المواطن الفخري من مدينة ماينتس 1962
- جائزة هاينريش هاينه من مدينة دوسلدورف 1972

## من أعماله
مسرحيات
- مفترق الطرق 1921
- الخصي 1922
- جبل النبيذ السعيد 1925
- كاتارينا كني 1927
- نقيب كوبينك 1931
- مهرج الجبال 1934
- بيلمان 1938
- جنرال الشيطان 1945
- باربارا بلومبرج 1949
- أغنية في أتون النار 1950
- هربرت إنجلمان 1952
- الضوء البارد 1955
- الساعة تعلن الواحدة 1961
- رقصة الكركي 1961
- حياة هوراس 1964
- صائد الجرذان 1975 (قصة خرافية حولت إلى أوبرا)

شعر
- الشجرة 1926 (مجموعة قصائد)
- الوداع والعودة قصائد من عام 1917 حتى 1976 (تحرير أليس تسوكماير 1977)

## روابط خارجية
- كارل تسوكماير على موقع IMDb (الإنجليزية)
- كارل تسوكماير على موقع الموسوعة البريطانية (الإنجليزية)
- كارل تسوكماير على موقع مونزينجر (الألمانية)
- كارل تسوكماير على موقع ألو سيني (الفرنسية)
- كارل تسوكماير على موقع ميوزك برينز (الإنجليزية)
- كارل تسوكماير على موقع أول موفي (الإنجليزية)
- كارل تسوكماير على موقع قاعدة بيانات الأفلام السويدية (السويدية)
- كارل تسوكماير على موقع ديسكوغز (الإنجليزية)
- كارل تسوكماير على موقع قاعدة بيانات الفيلم (الإنجليزية)
- كارل تسوكماير على موقع كينوبويسك (الروسية)